# Sala Muntaner
La Sala Muntaner era un espai teatral ubicat al carrer de Muntaner, 4 de Barcelona.

## Història
Anteriorment havia estat una sala de festes i discoteca anomenada Emporio. Va començar la seva activitat l'any 1996. L'any 2005 van començar unes obres de remodelació que van durar fins a l'octubre del 2006, quan es va reinaugurar. La crisi econòmica va fer que tanqués el setembre del 2018.